# Arimo
Pour la police d'écriture, voir Arimo (police d'écriture).
Arimo est une ville américaine située dans le comté de Bannock en Idaho.
Selon le recensement de 2010, Arimo compte 355 habitants. La municipalité s'étend sur 0,44 mille carré (1,14 km2).

## Démographie
| Groupe            | Arimo | Idaho | États-Unis |
| ----------------- | ----- | ----- | ---------- |
| Blancs            | 91,3  | 89,1  | 72,4       |
| Métis             | 4,8   | 2,5   | 2,9        |
| Autres            | 2,0   | 5,8   | 19,0       |
| Amérindiens       | 0,3   | 1,4   | 0,9        |
| Asiatiques        | 0,3   | 1,2   | 4,8        |
| Total             | 100   | 100   | 100        |
|                   |       |       |            |
| Latino-Américains | 3,1   | 11,2  | 16,7       |

Selon l'American Community Survey, pour la période 2011-2015, 96,28 % de la population âgée de plus de 5 ans déclare parler anglais à la maison alors que 3,72 % déclare parler l'espagnol.
| 1930 | 1940 | 1950 | 1960 | 1970 | 1980 |
| ---- | ---- | ---- | ---- | ---- | ---- |
| 290  | 291  | 337  | 303  | 252  | 338  |

| 1990 | 2000 | 2010 | - | - | - |
| ---- | ---- | ---- | - | - | - |
| 311  | 348  | 355  | - | - | - |